# Los Cedros (Sant Hilari Sacalm)
Los Cedros és una obra de Sant Hilari Sacalm (Selva) inclosa a l'Inventari del Patrimoni Arquitectònic de Catalunya.

## Descripció
Edifici aïllat, situat al nucli urbà de Sant Hilari Sacalm.
La casa, de planta quadrangular, consta de planta baixa, pis i golfes, i està cobert per una teulada a doble vessant desaiguada als laterals amb el ràfec amb encavallades de formigó.
A la façana principal, a la planta baixa, hi ha la porta d'entrada en un porxo en arc de mig punt. Al costat esquerre, hi ha un cos sortint a manera de tribuna de planta hemi-hexagonal amb una teulada de teula àrab a tres vessants. Al costat esquerre d'aquesta, hi ha el garatge amb el portal en arc de llinda o arc pla. Sobre el porxo d'entrada, hi ha una fornicula en arc de mig punt amb arquivoltes, amb unes rajoles amb la imatge de Sant Jordi. Sobre la tribuna i el garatge de la planta baixa, hi ha dues finestres quadrangulars, emmarcades per una mena de trencaaigües. A les golfes, una obertura triple amb ampit de maó que recorda a les de les masies catalanes.
A la part posterior de la casa, s'alça una mena de torreta amb la teualda a doble vessant.
Les parets estan arrebossades i pintades de color cru, esxcepte els emmarcaments de les obertures, de color marronós.
La casa té jardí al davant i al darrere. La casa es troba protegida per una batlla d'obra i filat de fil ferro. A la porta del tancat hi ha en una rajola de ceràmica el número de la casa (27) i el nom d'aquesta "Los Cedros".

## Història
Segons el registre cadastral la casa és del 1950.